# Bronquiectasia
A bronquiectasia é uma doença em que há aumento permanente de partes das vias aéreas do pulmão. Sintomas normalmente incluem uma tosse crônica com produção de muco. Outros sintomas incluem falta de ar, tosse com sangue, e dor no peito. Sibilos e hipocratismo digital também podem ocorrer. As pessoas com a doença muitas vezes desenvolvem infecções pulmonares com frequência.
A bronquiectasia pode resultar de uma série de infecções e causas adquiridas incluindo a pneumonia, a tuberculose, problemas no sistema imunológico, e fibrose cística. A fibrose cística, eventualmente resulta em um agravo da bronquiectasia em quase todos os casos. A causa, em 10% a 50% daqueles sem a fibrose cística é desconhecida. O mecanismo da doença é o colapso das vias aéreas devido a uma resposta inflamatória excessiva. As vias aéreas envolvidas (brônquios) tornam-se maiores e, assim, menos capaz de limpar as secreções. Essas secreções aumentam a quantidade de bactérias nos pulmões, resultar em obstrução das vias aéreas e posterior colapso das vias aéreas. Ela é classificada como uma doença pulmonar obstrutiva, juntamente com a doença pulmonar obstrutiva crônica e asma. O diagnóstico de suspeita baseado nos sintomas e confirmado utilizando a tomografia computadorizada. Culturas de mucos produzidos podem ser úteis para determinar o tratamento para aqueles que tem uma piora aguda e pelo menos uma vez por ano.
O agravamento pode ocorrer devido a uma infecção e, nestes casos, antibióticos são recomendados. Antibióticos típicos utilizados incluem a amoxicilina, eritromicina, ou doxiciclina. Os antibióticos também podem ser utilizados para evitar o agravamento da doença. Técnicas de desobstrução das vias respiratórias, um tipo de terapia física, são recomendados. Medicação para dilatar as vias aéreas pode ser útil para alguns, mas a evidência não é muito boa. O uso de corticosteróides inalados não foi identificado como útil. A cirurgia, enquanto comumente realizada, não tem sido bem estudada. O transplante de pulmão pode ser uma opção para aqueles com um quadro muito grave da doença. Embora a doença possa causar problemas de saúde significativos, a maioria das pessoas com a doença vivem bem.
A doença afeta entre 1 em 1000 e 1% de 250.000 adultos, sendo mais comum em mulheres e com o aumento da idade. Tornou-se menos comum desde a década de 1950, com a introdução de antibióticos e é mais comum entre certos grupos étnicos, como os povos indígenas. Foi descrita pela primeira vez por René Laennec , em 1819. Os custos econômicos nos Estados Unidos são estimados em $630 milhões por ano.

## Causas
Existem diversas possíveis causas:
- Fibrose cística,
- Imunodeficiências (especialmente em crianças),
- Discinesia ciliar primária. Os cílios são pequenos, estruturas semelhantes a pelos que revestem suas vias respiratórias. Eles ajudam o muco clara (uma substância viscosa) fora de suas vias aéreas.
- Aspiração pulmonar crônica (inalar um objeto por muito tempo)
- Infecção respiratória grave:
  - Pneumonia grave
  - Sarampo (pouco frequentes)
  - Tuberculose
  - Infecções fúngicas (como Aspergilose)
- Doenças do tecido conjuntivo:
  - Artrite reumatoide,
  - Síndrome de Sjögren,
  - Doença de Crohn

### Círculo vicioso
O evento inicial (como uma infecção ou condição genética), leva a um comprometimento da limpeza dos cílios e mucos, o que possibilita a permanência de secreção por mais tempo na via aérea, facilitando o desenvolvimento de bactérias que causam maior lesão ao endotélio ciliar, e um processo inflamatório crônico. Assim, tende a ser um círculo vicioso, em que a primeira lesão, facilita novas infecções e o agravamento da bronquiectasia.

## Sinais e sintomas
Os sinais e sintomas podem incluir:

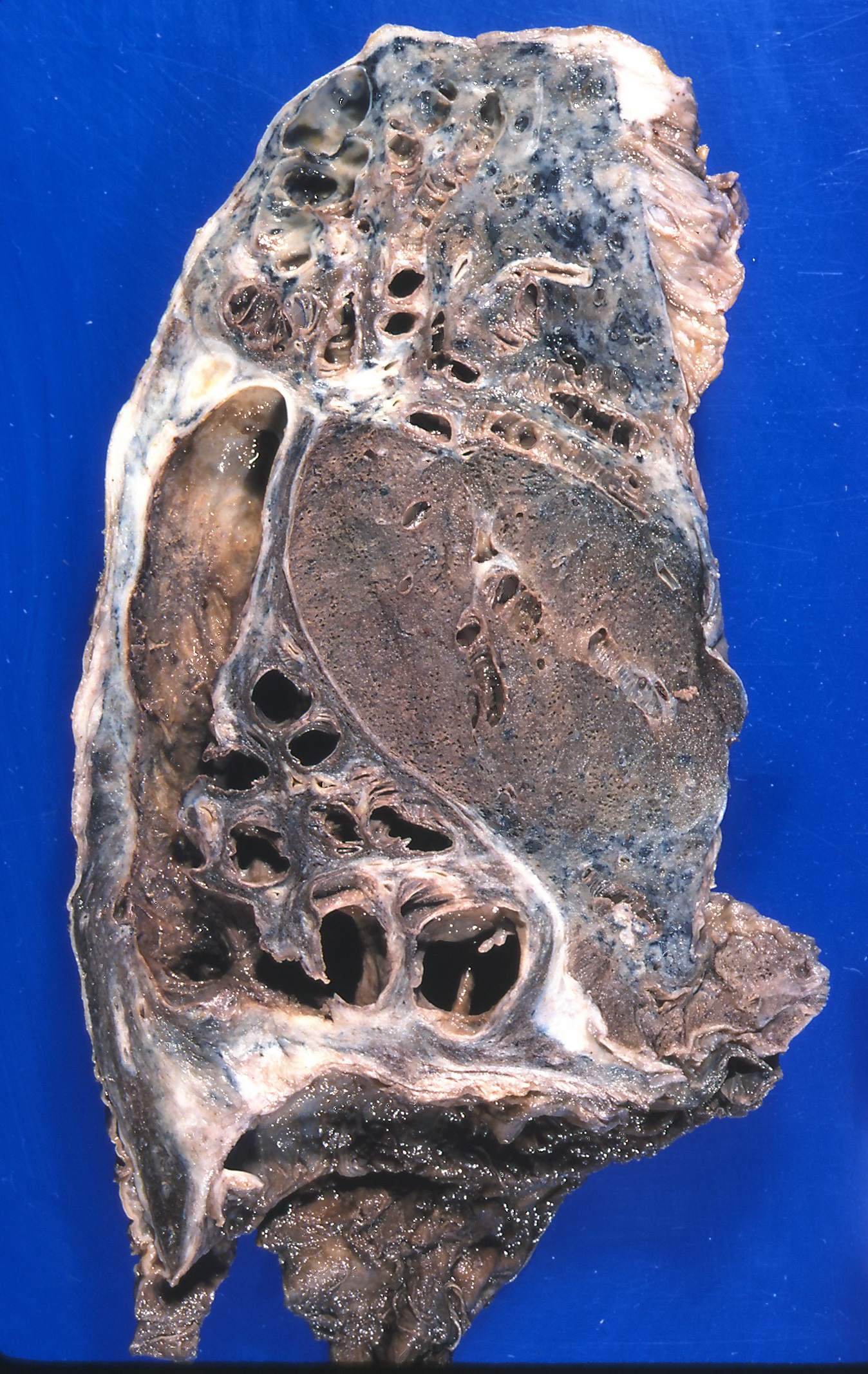

- Tosse persistente com muito catarro;
- Dificuldade de respirar, piora com exercício;
- Dor no peito;
- Sibilâncias;
- Mau hálito;
- Extremidades azuladas (por falta de O2);
- Fatiga;
- Deformação dos dedos e unhas.

Complicações:
- Catarro com sangue;
- Insuficiência respiratória;
- Colapso pulmonar (Atelectasia);
- Cor pulmonale.

## Diagnóstico
Além do diagnóstico clínico, é feito também o radiológico principalmente tomografias.

## Tratamento
O objetivo do tratamento é melhorar os sintomas e reduzir a progressão da doença. Infecções são tratadas com antibióticos adequados, dependendo da bactéria ou fungo encontrado. Broncodilatadores são muito úteis para melhorar a respiração. Expectorantes ajudam a limpar o catarro. Fisioterapia respiratória pode ser feita para potencializar a higienização da árvore brônquica e evitar infecções recorrentes. Corticosteroides inalados também resolvem inflamações dos brônquios. Oxigenioterapia resolve a falta de ar temporariamente até que outros medicamentos tenham efeito. Pode ser necessário uma cirurgia se ocorrer muito sangramento ou colapso dos pulmões.